# 馬里亞納副緋鯉
馬里亞納副緋鯉為輻鰭魚綱鱸形目鱸亞目鬚鯛科的其中一種，分布於西太平洋的馬里亞納群島海域，棲息深度120-230公尺，體長可達23.5公分，屬肉食性。